# الفيلق الكندي الأول

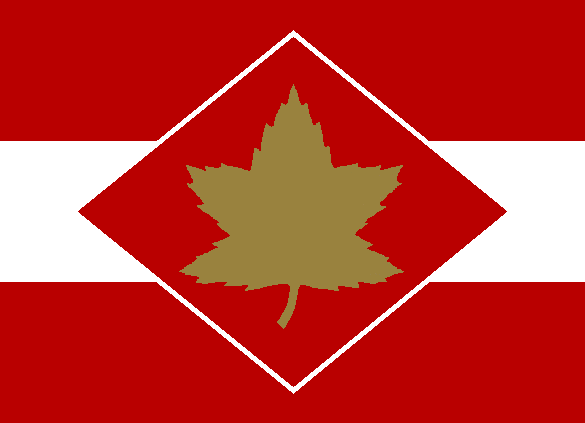
علامة التشكيل المستخدمة لتحديد المركبات المرتبطة بوحدات مستوى السلك.

الفيلق الكندي الأول فيلق من فيلقين كنديين أرسل من قبل الجيش الكندي خلال الحرب العالمية الثانية.

## التاريخ
في الفترة من 24 ديسمبر 1940 وحتى تشكيل الجيش الكندي الأول في أبريل 1942، كان هناك فيلق كندي واحد.

## القرن ال 21
في عام 2015، بدأ موظفو مركز تدريب وتدريب الجيش الكندي، ومقره في كينغستون، يرتدون رقعة تشكيل الفيلق الكندي الأول على ملابسهم الاحتفالية والزي الرسمي.